# آنا کاپلان
آنا کاپلان (نام پیش از ازدواج آنا موناهمی) سیاستمدار ایرانی-آمریکایی از گریت نک نیویورک است.
کاپلان یک ایرانی-آمریکایی است. او در تبریز در خانواده‌ای یهودی متولد
و در تهران بزرگ شده‌است. در سال‌های نخست پس از انقلاب ۱۳۵۷، وقتی که سیزده ساله بود از ایران به آمریکا رفت و بعد از یک سال، خانواده‌اش در آمریکا به او ملحق شدند
کاپلان اولین ایرانی-آمریکایی است که برای یکی از دو مجلس قوه مقننه نیویورک انتخاب شده‌است.